# یوکیا سوگیتا
یوکیا سوگیتا (به ژاپنی: 杉田 祐希也؛ زادهٔ ۲۲ آوریل ۱۹۹۳) بازیکن فوتبال اهل ژاپن است که در پست هافبک تهاجمی بازی می‌کند.
از باشگاه‌هایی که در آن بازی کرده‌است می‌توان به هرکولس، دالکورد، تراکتور، سیریوس و فولاد خوزستان اشاره کرد.
وی اولین بازیکن و گلزن ژاپنی تاریخ فوتبال ایران در لیگ برتر کشور بشمار می‌رود.